# Kanał Ulgi w Lwówku Śląskim
Kanał Ulgi – retencyjny, suchy kanał wodny o długości 360 metrów w centralnej, nizinnej części Lwówka Śląskiego, w województwie dolnośląskim, prawobrzeżne obejście mostu kamiennego na Bobrze.
Budowę kanału rozpoczęto w 2009, a ukończono w 2013 roku. Budowa wałów przeciwpowodziowych wraz z kanałem kosztowała 44,3 mln zł (12 mln zł z Wojewódzkiego Funduszu Ochrony Środowiska we Wrocławiu, ponad 31 mln zł z Programu dla Odry 2006). Efektem zrealizowania projektu uregulowano koryta rzek Bóbr, Płóczka i Srebrna, powstało 12 wałów przeciwpowodziowych o długości ponad 5 km i wybudowano kanał Ulgi.
Kanał Ulgi oddziela Lwówek Śląski i Płakowice – dzielnicę miasta.
Kanał Ulgi jest częścią systemu odprowadzania nadmiaru wody z rzeki Bóbr w Lwówku Śląskim. Sam kanał pozwala na skierowanie części wysokich wód na tereny zalewowe, poza granicami zabudowanej części miasta. Przepływy w obrębie Kanału Ulgi są bezpośrednio uzależnione od stanów wody w Bobrze, jednak zwyczajowym stanem jest ich brak. Podczas powodzi w Europie Środkowej w 2024 kanał Ulgi uchronił Lwówek Śląski przed przelaniem wody przez wały przeciwpowodziowe, jednak sam kanał uległ uszkodzeniom, które zostały później naprawione.
Ponad Kanałem Ulgi przeprowadzono nowoczesny most drogowy.